# Gherardo Marone
Gherardo Marone, né à Buenos Aires le 28 septembre 1891 et mort le 19 octobre 1962 à Naples est un traducteur italien. Il fonde la revue La Diana et se lie d’amitié avec Giuseppe Ungaretti. Il considère la traduction comme une forme de création et traduit des auteurs de langue espagnole vers l'italien. Son opposition au fascisme, contre lequel il milite, entrave sa carrière universitaire en Italie. Il trouve une reconnaissance en Argentine, où il enseigne, publie de nombreux essais et fonde des institutions culturelles.

## Biographie
Gherardo Marone naît le 28 septembre 1891 à Buenos Aires  en Argentine de parents italiens originaires de Monte San Giacomo. La famille retourne en Italie dès 1904.
Marone suit des études de droit et de philosophie à Naples. Il manifeste très vite un intérêt pour la littérature. Il publie ses premiers écrits à dix-huit ans, notamment un hommage à Giosuè Carducci, puis un recueil de notes critiques sur Shakespeare. Dès 1914, il s’essaie à la traduction avec un chansonnier de Jaufré Rudel, activité qu’il poursuit tout au long de sa vie. Il conçoit la traduction comme un acte créatif, qu’il illustre par son travail sur La vie est un songe de Calderón de la Barca, suivi de nombreuses autres œuvres du Siècle d’or espagnol et d’écrivains argentins dans Il libro de la pampa. 
En parallèle, Marone s'essaie brièvement la poésie, mais abandonne cette voie, doutant de ses aptitudes. Il entre surtout dans le monde littéraire avec La Diana, revue fondée en 1914 dont il est l’animateur principal. Ce périodique, ouvert et éclectique, rassemble des figures majeures de la littérature italienne comme Marinetti ou Ungaretti. La revue sert aussi de plateforme à l’introduction de la poésie japonaise en Italie. 
Proche de Benedetto Croce, Marone lui soumet certains de ses écrits, notamment ceux rassemblés dans Difesa di Dulcinea, ouvrage influencé par les idées esthétiques de Croce. Ce livre théorise la traduction et le critique littéraire comme des activités créatrices à part entière. Par ailleurs, il s’implique dans l’enseignement et mène une activité intellectuelle marquée par son antifascisme, refusant toute compromission avec le régime. Il signe le Manifeste des intellectuels antifascistes et fonde Il Saggiatore, revue rapidement censurée. Ses engagements politiques lui ferment notamment l’accès à une carrière universitaire en Italie. 
Marone se réfugie Argentine, où il enseigne dès 1932 à l’université de Buenos Aires. Il y devient une figure culturelle influente, publiant de nombreux essais sur la littérature italienne et l’humanisme. Il fonde plusieurs institutions culturelles, dont l’Institut supérieur d'études italiennes de Buenos Aires, et publie plus de cinquante ouvrages. Il épouse en 1948 une intellectuelle argentine et meurt à Naples en 1962. Parmi ses projets inachevés figurent une traduction de la Divine Comédie de Dante.
La Bibliothèque nationale de Naples conserve les archives de ses documents, parmi lesquels une collection de lettres qui lui furent adressées par des représentants du futurisme, ainsi que le projet éditorial de sa revue et de sa maison d’édition.